# ロベール (歌手)
ロベール（RoBERT、1964年10月14日 - ）は、フランス出身の歌手。独特のウィスパー・ボイスが特徴。1990年にシングル「Elle Se Promene」でデビュー。ファーストアルバム「シィヌ」が、本国フランスではほとんどヒットしなかったにもかかわらず、渋谷系・フレンチポップスブームに乗ってか日本ではヒットした。そのため、日本にファンが多い。
本名はMyriam Rouletだが、自分の名前を記号化したいとの理由でロベールとして活動している。ちなみに、ロベールは男性の名前としてよく使われている。

## 経歴
幼少時からクラシック・ダンスを10年間続け、ようやくトップに立てるという時にケガをしてしまい、挫折してしまう。その後演劇に興味を示すも、ダンスと同時に強制的に習わされ続けたピアノをきっかけとして音楽活動の道を選ぶ。
パートナーのマチュー・サラダンとともに制作したシングル「Elle Se Promène」で1990年にデビュー。1993年にはファーストアルバム「シィヌ」をリリース。このアルバムが日本でヒットする。「Les jupes」のビデオクリップは、ミシェル・ゴンドリーが手がけている。
1997年にはセカンドアルバム「プランセス・ド・リャン」をリリース。その後、2000年に再リリース。収録曲順を変え、音やボーカルも取り直しているため、全く別の曲のように生まれ変わった曲もある。
それまでフランスではマイナーなシンガーとして知られていたが、作家アメリー・ノートンがロベールをモデルにした小説を2002年に出版し、これがベストセラーとなる。これにより、2002年のサードアルバム「Celle Qui Tue」がフランスでヒットする。
2007年には初の英語詞のみのセルフカヴァーアルバム「Princess Of Nowhere」をリリースし、同時に過去のアルバムを一斉に再リリース。世界規模での活動が期待される。

## ディスコグラフィ
- Sine/シィヌ (1993/2007)
- Princesse de rien/プランセス・ド・リャン (1997/2000/2001/2007)
- Celle qui tue (2002/2007)
- Unutma (ベストアルバム) (2004)
- Robert live à la Cigale (2005)
- Six pieds sous terre (2005/2007)
- Princess of nowhere (2007)
- Sourde et aveugle (2008)

DVD
- Le prince bleu (2004 - Réalisé par Sébastien Rossignol)
- Live à la Cigale (2005 - Réalisé par Sébastien Rossignol)
- Les clips (2006)
- Haute couture (2007- réalisé par Sylvain Gatelais)